# Lady of Burlesque
Lady of Burlesque (també coneguda com The G-String Murders i al Regne Unit com Striptease Lady) és una pel·lícula dels Estats Units de l'any 1943 dirigida per William A. Wellman i protagonitzada per Barbara Stanwyck i Michael O'Shea, basada en la novel·la The G-String Murders escrita per l'artista de striptease Gypsy Rose Lee (amb la col·laboració de l'escriptor d'intriga Craig Rice).
L'argument de la pel·lícula mescla la comèdia romàntica, el musical d'escenari i la intriga d'una pel·lícula de detectius. Hi ha l'assassinat de dues strippers i l'obra, pel que fa a la descripció de la vida d'aquestes artistes, està condicionada per la censura de l'època.
Va rebre una nominació a l'Oscar per la seva música.

## Repartiment

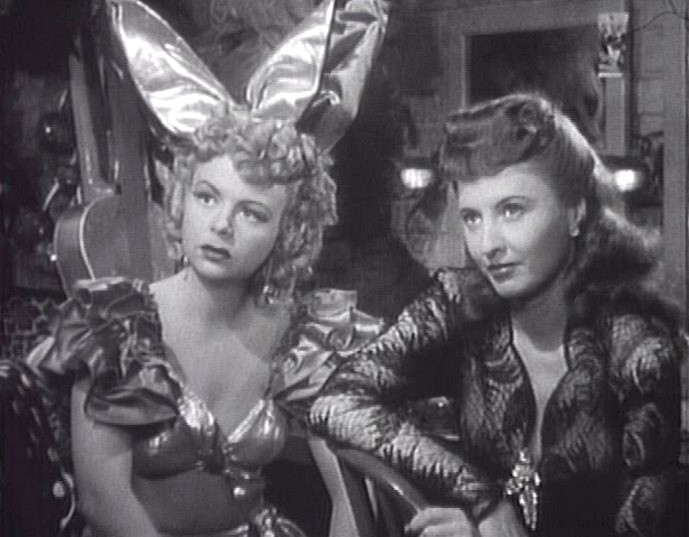
Iris Adrian i Barbara Stanwyck.

- Barbara Stanwyck: Deborah Hoople / Dixie Daisy
- Michael O'Shea: Biff Brannigan
- Iris Adrian: Gee Gee Graham
- Charles Dingle: Inspector Harrigan
- J. Edward Bromberg: S.B. Foss
- Frank Conroy: 'Stacchi' Stacciaro
- Victoria Faust: Lolita La Verne
- Gloria Dickson: Dolly Baxter
- Marion Martin: Alice Angel
- Frank Fenton: Russell Rogers
- Stephanie Bachelor: la Princesa Nirvena
- Pinky Lee: Mandy
- Eddie Gordon: oficial Pat Kelly